# Naturschutzgebiet Selmsdorfer Traveufer
Koordinaten: 53° 54′ 12,2″ N, 10° 51′ 0″ O
Das Naturschutzgebiet Selmsdorfer Traveufer ist ein 123 Hektar umfassendes Naturschutzgebiet in Mecklenburg-Vorpommern. Es befindet sich westlich von Dassow, nördlich von Selmsdorf und wurde am 23. Oktober 1990 ausgewiesen. Das Schutzziel besteht im Erhalt eines bis zu 15 Meter hohen Steiluferbereichs der Untertrave mit unbewaldeten Hängen, Gebüschen und Waldbereichen sowie angrenzender Quellen und Moore. Der Gebietszustand wird als gut eingeschätzt, wobei sich die jahrzehntelang abgeschiedene Lage an der innerdeutschen Grenze vorteilhaft auswirkt. Eine Einsichtnahme in die Schutzgebietsflächen ist auf Wanderwegen in Teilbereichen möglich. Es bieten sich stellenweise schöne Aussichten auf die Trave.